# Premna maclurei
Premna maclurei là một loài thực vật có hoa trong họ Hoa môi. Loài này được Merr. miêu tả khoa học đầu tiên năm 1928 publ. 1930.